# Darantasia punctata
Darantasia punctata é uma espécie de traça pertencente à família Arctiidae. A sua área de distribuição abrange a Nova Guiné.
A espécie foi descrita por Hampson, no ano de 1900, em Cat. Lep. Phalaenae Br. Mus. 2: 561, pl. 35, f. 22,